# فهرست قنات‌های شهرستان عجب‌شیر
جدول زیر بر اساس آمار وزارت جهاد کشاورزیتهیه شده‌است. فهرست زیر قنات‌های شهرستان عجب‌شیر در استان آذربایجان شرقی را نشان می‌دهد.
| نام قنات  | موقعیت                   | نزدیک‌ترین روستا | طول قنات (متر) | تعداد میله چاه | عمق مادر چاه | دبی (لیتر بر ثانیه) | سطح زیر کشت (هکتار) |
| --------- | ------------------------ | --------------- | -------------- | -------------- | ------------ | ------------------- | ------------------- |
| اغچه اوبه | بخش مرکزی شهرستان عجب‌شیر | اغچه اوبه       | ۰              | ۰              | ۰            | ۵                   | ۲۵                  |
| النجق     | بخش مرکزی شهرستان عجب‌شیر | النجق           | ۱۲۰۰           | ۳۷             | ۲۵           | ۴۰                  | ۷۰                  |
| امامزاده  | بخش مرکزی شهرستان عجب‌شیر | عجب شیر         | ۰              | ۰              | ۰            | ۵                   | ۲۰                  |
| برزین     | بخش مرکزی شهرستان عجب‌شیر | برزین           | ۰              | ۰              | ۰            | ۰                   | ۰                   |
| بوکت      | بخش مرکزی شهرستان عجب‌شیر | بوکت            | ۰              | ۰              | ۰            | ۲٫۵                 | ۱۰                  |
| تازه کند  | بخش مرکزی شهرستان عجب‌شیر | عجب شیر         | ۰              | ۰              | ۰            | ۱٫۵                 | ۲۰                  |
| خواجو     | بخش مرکزی شهرستان عجب‌شیر | خواجو (پادگان)  | ۰              | ۰              | ۰            | ۱۰۰                 | ۳۵                  |
| راحمانلو  | بخش مرکزی شهرستان عجب‌شیر | رحمانلو         | ۰              | ۰              | ۰            | ۵                   | ۳۰                  |
| مهراب     | بخش مرکزی شهرستان عجب‌شیر | اغچه اوبه       | ۰              | ۰              | ۰            | ۵                   | ۲۰                  |
| مهماندار  | بخش مرکزی شهرستان عجب‌شیر | مهماندار        | ۰              | ۰              | ۰            | ۰                   | ۰                   |
| چوپانکره  | بخش مرکزی شهرستان عجب‌شیر | چوپانکره        | ۰              | ۰              | ۰            | ۰                   | ۰                   |
| گوراوند   | بخش مرکزی شهرستان عجب‌شیر | گوراوند         | ۰              | ۰              | ۰            | ۱۷                  | ۵۰                  |